# Robert Ruhlmann
Robert Ruhlmann (Strasbourg, 1920. november – Saint-Quentin, 1984. április 13.) francia sinológus.

## Élete, munkássága
Robert Ruhlmann tanulmányait az École Normale Supérieure-ben végezte. A második világháború idején csatlakozott a francia ellenállási mozgalomhoz. 1945 után folytatta tanulmányait Párizsban, majd Pekingben. 1947-től 1953-ig a Francia Sinológia Központ munkatársaként dolgozott. Pekingben találkozott Lois Qiannel, akivel 1953-ban összeházasodott. Párizsba visszatérte után az École des langues orientales-on tanított, ahol 1971-ben professzorrá nevezték ki. Vendégtanárként gyakorta utazott a kínai Népköztársaságba, ahol különböző egyetemeken francia irodalmat tanított. 1984-ben egy autó halálra gázolta.

## Főbb művei
- Pa Kin, Le Jardin du repos, court roman, trad. par Nicolas Chapuis et Roger Darrobers, révisée par Bai Yuegui et Robert Ruhlmann, Paris: Robert Laffont (coll. “Pavillon/Langues'O”) 1979, 236 pp.

Rééd. : Robert Laffont, coll. “Classiques Pavillons”, Paris, 1984, 236 pp.
- Luo Guanzhong, Les trois royaumes / traduction originale, notes et commentaires de Nghiem Toan et Louis Ricaud ; introduction de Robert Ruhlmann. - Saigon : [Société des études indochinoises], 1960-1963. - 3 v. (XLIX, 1426 p.) ; 28 cm. (Collection UNESCO d'œuvres représentatives. Série chinoise)
- Robert Ruhlmann Traditional Heroes in Chinese Popular Fiction. In Confucianism and Chinese Civilization. Wright, Arthur, (ed.) (Stanford University Press: Stanford, CA, 1975), p. 149.

## Fordítás
- Ez a szócikk részben vagy egészben  a   Robert Ruhlmann című francia Wikipédia-szócikk ezen változatának fordításán alapul.  Az eredeti cikk szerkesztőit annak laptörténete sorolja fel. Ez a jelzés csupán a megfogalmazás eredetét és a szerzői jogokat jelzi, nem szolgál a cikkben szereplő információk forrásmegjelöléseként.